# Divergencia espiral
La divergencia espiral es un movimiento no oscilatorio que se puede dar en aviones con mucha estabilidad estática direccional y con poco efecto del diedro. De esta forma, una perturbación que incline las alas creará un resbalamiento en el sentido del giro. El efecto diedro tenderá a levantar el ala que está abajo, pero si este efecto es inferior a la estabilidad direccional, esta habrá aproado el avión al viento cuando el avión todavía mantiene la inclinación en alabeo. Se produce así una situación de giro constante y descenso por la disminución de sustentación por el giro, que se mantendrá hasta que se recupere la posición horizontal.